# Ванський муніципалітет
Ванський  муніципалітет (груз. ვანის მუნიციპალიტეტი vanis municipaliteti) — муніципалітет у Грузії, що входить до складу краю Імеретія. Центр — Вані.

## Населення
Станом на 1 січня 2014 чисельність населення муніципалітету склала 24 512 мешканців.
Більшість населення складають Імеретини, одна з етнографічних груп грузин.
| Грузини | Росіяни |
| 99,8 %  | 0,1 %   |